# Mottainai
Mottainai (もったいない) é um termo japonês que transmite uma sensação de pesar em relação ao desperdício. A expressão pode ser proferida sozinha como uma exclamação quando algo útil, como comida ou tempo, é desperdiçado, significando aproximadamente "que desperdício!" Ou "Não desperdice!". Além de seu sentido primário de "desperdício", a palavra também é usada para significar "ímpio, irreverente" ou "mais do que merece".
Mottainai é uma antiga palavra budista, que tem laços "com a ideia xintoísta de que os objetos têm almas". Mottainai foi referido como uma tradição, uma prática cultural e uma ideia que ainda está presente Na cultura japonesa, que se tornou um conceito internacional.

## Uso e tradução
Como uma exclamação, significa aproximadamente "que desperdício!" Ou "não desperdice". Um equivalente em inglês é o ditado "não desperdice, não queira". Um significado mais elaborado transmite um senso de valor e dignidade e pode ser traduzido como "não destrua (ou desperdice para) o que é digno."  No entanto, mottainai é um exemplo de uma palavra, como sukiyaki e sushi, que não podem ser facilmente ou precisamente traduzidas para outros idiomas.

## História

### Origens
Em japonês antigo, mottainai tinha vários significados, incluindo um sentido da gratitude misturado com a vergonha em receber o favor de um superior.
Uma das primeiras aparições da palavra mottainai está no livro Genpei Jōsuiki ("Um registro da Guerra de Genpei", cerca de 1247).
Mottainai é uma palavra composta, mottai + nai, refere-se à dignidade intrínseca ou sacralidade de uma entidade material, enquanto nai (無い) Indica uma ausência ou falta (mottai consiste ainda em mochi (勿), significando "inevitável; desnecessário discutir" e tai (体), significando "entidade; corpo").

### Esforços para reviver a tradição
Em novembro de 2002, a revista japonesa de língua inglesa Look Japan promoveu um documentário "Restyling Japan: Revival of the 'Mottainai' Spirit", sobre a motivação de voluntários em um "hospital de brinquedos" no Japão para "desenvolver em crianças o hábito de cuidar de suas posses", o ressurgimento de Oficinas de reparação especializadas na reparação de electrodomésticos ou roupas de criança, a reciclagem de garrafas PET e outros materiais, a coleta de óleo de cozinha usado e mais geralmente os esforços em parar a tendência em jogar fora ou descartar tudo o que se pensa não pode mais ser usado, ou seja, os esforços de revitalizar "o espírito "mottainai"". Nesse contexto, Hitoshi Chiba, o autor, descreveu mottainai como segue:
| “ | Muitas vezes ouvimos no Japão a expressão mottainai, que vagamente significa "desperdício", mas em seu sentido pleno transmite um sentimento de temor e apreço pelas graças da natureza ou a conduta sincera de outras pessoas. Existe uma característica entre os japoneses de tentar usar algo por toda a sua vida efetiva ou continuar a usá-lo por repará-lo. Nesta cultura de carinho, as pessoas vão se esforçar em encontrar novas casas para posses que eles não precisam mais. O princípio mottainai estende-se à mesa de jantar, onde muitos consideram rude deixar mesmo um único grão de arroz na tigela. A preocupação é que esta característica tradicional pode se perder. | ” |